# Жалованная грамота Олега Рязанского
Жалованная грамота Олега Рязанского — подлинный, уникальный рукописный памятник древней русской деловой письменности и миниатюрной живописи XIV века.
Документ дошёл до наших дней в подлиннике и двух древних копиях 2-й половины XVII века. Отмечается наличие и 3-й копии, которая, как «древняя» находилась в келье настоятеля Успенского Ольгова монастыря, что подтверждается в ходе осмотра монастырской библиотеки членами Рязанской учёной архивной комиссии в 1898 году.
Впервые документальная запись о ветхой жалованной вотчинной грамоте, данной великим князем Олегом Рязанским монастырю, встречается в описи Савво-Сторожевского монастыря 1676 года, к которому по царскому указу Алексея Михайловича был приписан Ольгов монастырь в 1651 году.

## История
Великий князь рязанский Олег Иванович пожаловал Ольгову монастырю (Успения Богородицы) село Арестовское с подтверждением права на владение погостами, землями и другими угодьями, данные обители от его предков и рязанских бояр. Документ написан двумя писцами. В современной историографии имеется три точки зрения о времени написания грамоты: Д. И. Иловайский, Д. В. Цветаев, Б. А. Романов и Л. В. Черепнин оперируют датой — 1371 год и дописана в 1372 году, А. Ю. Дворниченко — 1355/1356 год, Я. И. Бередников — 1356—1387 годами.
Документ находился в коллекции Грамот коллегии экономии, сформированный из документов архивов Синода, архиерейских домов, монастырей и церквей, чьи земли подверглись в 1760-е годы секуляризации. После ликвидации коллегии в 1786 году, документ поступил в Государственный архив старых дел, слитый в 1852 году с другими архивами в Московский архив Министерства юстиции, в составе которого поступила в РГАДА. Грамота хранилась в архиве Ольгова Рязанского монастыря.
В 1912 году подлинник грамоты показан художнику В. М. Васнецову, который впоследствии написал: «Все интересующиеся памятниками древней письменности будут, без всякого сомнения, только признательны и благодарны издателям такого редкого исторического документа, так прекрасно воспроизведённого».

## Значение грамоты
Жалованная грамота является документом первостепенного исторического значения для истории Рязанского княжества. Дарованная монастырю грамота свидетельствует о первоначальной истории монастыря, восходящей к домонгольским временам, от которых уцелело мало и самих монастырей. Содержит в себе богатый материал не только по истории, но и благодаря внешнему облику и миниатюрам — живописному искусству. Что касается внешнего облика, другой такой грамоты периода древней Руси пока неизвестно. В украшающем её Деисусе и миниатюрах сохранились рисунок и его краски в подлинном виде, без всяких поправок и подновлений, чего нельзя сказать о значительном большинстве произведений древне-русского искусства XIV века. В грамоте отмечены географические названия пяти погостов, городов рязанского княжества и их древнее написание, а изыскания об их местонахождении дополнительно определяют древние границы Рязанского княжества. Приводятся ряд промыслов в рязанской земле. Указаны численность семей в дареных селениях, приобретение некоторых сёл у Муромских князей, стоимость покупок. В ней указываются на более ранние княжеские жалованные грамоты, из поры до татарского нашествия, которые послужили основою и образцом для написания документа. Обрисовывается личность дарителя и начальная судьба монастыря, его местоположение, упоминаемых древних вотчин, к дате её написания. Грамота свидетельствует о написании букв в древнем русском письме и некоторых особенностях русского языка.
Проясняет имя отца великого князя Олега Ивановича — Ивана Александровича, в исторической науке считали его сыном Ивана Ивановича Коротопол. В грамоте упомянуты численность, имена и отчества бояр, должности окольничего и чашника, контура родовой-служебной лестницы в коей упоминаются княжеские чиновники волостели, даньщики и ямщики. В грамоте находятся упоминания различного вида пошлин, монетной единицы.

## Миниатюры грамоты
Изображения на грамоте повреждено временем и условиями хранения, но не подновлялось и дошло до нас в подлиннике. Миниатюры и художественные иллюстрации являются богатыми по своему содержанию. Живопись не без сходства с живописью в Святославском изборнике 1073 года и составляют одно целое, где Спаситель — средоточие Всего, Божия Матерь и Иоанн Предтеча и за ним архангелы Михаил и Гавриил предстательствуют, ходатайствуют перед Спасителем. Изображённый «Деисус» распространённое в церковной живописи изображение. К нему присоединены: слева апостол Иаков, с книгою в руке, а справа — игумен жалованного монастыря Арсений коленопреклонённо возносит благодарственное моление, а изображение Арсения имеет портретный характер. Арсений являлся духовным отцом князя Олега Ивановича, который предоставил ему пожизненное игуменство в монастыре. Апостол Иаков изображён потому, что его имя в грамоте служит подтверждением, что великий князь Олег Иванович по крещению имел имя Иаков и он являлся небесным покровителем князя.
По наблюдения В. М. Васнецова, заголовок (иконное изображение) над текстом грамоты «под очевидным ещё влиянием греческих изографов».
Последняя реставрация документа произведена в 1983―1984 годах в ГосНИИР, исследование красочного слоя не проводилось.

## Критика
Архаичное, древнее написание грамоты в её терминологии представляет особые трудности в толковании и вызывает объяснения, очень не сходных между собой. Очень ярка разница в письме рязанской грамоте великого князя Олега Ивановича и в письме московских грамот его современника великого князя Дмитрия Донского. Б. А. Романов утверждал, что указанные в грамоте погосты находились вне Рязанского княжества и количество семей выглядит фантастическими, с чем категорически не согласился А. Ю. Дворниченко.